# Jean-Claude Moscovici
Pour les articles homonymes, voir Moscovici.
Jean-Claude Moscovici (né le 19 juillet 1936 à Paris) est un pédiatre français, survivant de la Shoah, auteur du récit autobiographique Voyage à Pitchipoï.

## Biographie
Jean-Claude Moscovici est né à Paris le 19 juillet 1936. Il est le fils d'Ephraïm Moscovici et de Louise Moscovici née Schwartz.
Il a une sœur, Liliane Moscovici, née le 29 août 1940 à Saumur (Maine-et-Loire) et morte le 21 avril 2014 à Paris,.

### Famille
Son père, Ephraïm Moscovici est né le 28 septembre 1908 à Fălticeni en Roumanie,
Sa mère, Louise Schwartz est née le 21 décembre 1907 à Paris. Elle est la fille de Joseph Schwartz né le 2 novembre 1880 à Botoșani en Roumanie et d'Anna Schwartz née Esanu, née le 23 septembre 1882 à Botosani, en Roumanie. Louise Schwartz a un frère, Michel, né le 11 mars 1909 à Paris,.
Ephraïm Moscovici arrive en France en 1927. Il a deux frères, Léon Moscovici et Lazar Moscovici.
Léon Moscovici est né le 23 septembre 1909 à Fălticeni. Il arrive en France en 1928, il est médecin et célibataire
Lazar Moscovici  est né le 14 juin 1914 à Fălticeni. Il est étudiant en médecine et célibataire. Il s'installe aussi en France.

### Vernoil-le-Fourrier
Ephraïm Moscovici s'installe en 1934 à Vernoil-le-Fourrier, commune de Maine-et-Loire. Il est le seul médecin du village.

### Seconde Guerre mondiale
En raison des Lois sur le statut des Juifs du régime de Vichy, Ephraïm Moscovici est désormais interdit d'exercer sa profession de médecin.
En été 1942, Léon Moscovici et Lazare Moscovici, ainsi que Michel Schwartz, le frère de Louise Moscovici, quittent Paris et viennent se réfugier chez Ephraïm Moscovici à Vernoil-le-Fourrier. Léon et Lazare Moscovici ne possèdent pas la nationalité française.

#### La rafle du 15-16 juillet 1942
Dans la nuit du 15 au 16 juillet 1942, Ephraïm, Léon et Lazare, les trois frères Moscovici sont arrêtés par des gendarmes français. Ils sont déportés d'Angers (Maine-et-Loire) vers Auschwitz par le Convoi No. 8, en date du 20 juillet 1942.
Ce matin du 16 juillet 1942, 824 Juifs sont arrêtés dans la région et envoyés à Angers, puis déportés à Auschwitz.
À noter, le 16 juillet 1942 a lieu la  rafle du vélodrome d'hiver à Paris, la plus importante rafle de Juifs en France. Près de 13 000 personnes sont arrêtées avant d'être déportées vers les camps d'extermination nazis.

#### 1erseptembre 1942
Le 1er septembre 1942, les gendarmes français reviennent pour arrêter Louise Moscovici. Elle parvient à s'enfuir avec l'aide de sa voisine Odette Blanchet, plus tard Odette Bergoffen,, une résistante, qui sera nommée Juste parmi les nations par le Yad Vashem de Jérusalem, Israël.

##### Sauvetage de Louise Moscovici
Odette Blanchet, jeune fille de Vernoil de dix-huit ans, aide Louise Moscovici. Le 2 septembre 1942, elle vient la chercher. Elles partent à bicyclette vers une gare voisine et de là, par le train, gagnèrent Tours (Indre-et-Loire), à environ 70 kilomètres à l'est de Vernoil-le-Fourrier.
Le plan était de laisser Louise Moscovici chez une connaissance d'Odette Blanchet. Mais cette personne venait elle aussi d'être arrêtée.
Odette Blanchet conduit alors Louise Moscovici chez sa tante, qui habite aux environs de Tours. Elle contacte Jean Meunier, un des chefs de la Résistance, qui avait à Angers une imprimerie "recyclée" dans l'impression de fausses pièces d'identité. Il fournit à Louise Moscovici des papiers qui lui permirent de passer en zone sud.

##### Jean-Claude et Liliane, les enfants Moscovici
Environ deux mois plus tard, Jean-Claude et Liliane Moscovici, qui vivent chez les voisins, sont arrêtés, internés dans une prison d'Angers puis envoyés au camp de Drancy.
Ce serait Michel Moscovici qui donne à Drancy le message à son neveu, Jean-Claude Moscovici, et à sa nièce, Liliane Moscovici, où figure l’adresse d’amis qui assurent leur libération.
Les enfants sont remis en liberté et transférés dans un home tenu par l'Union générale des israélites de France. L'établissement était connu des autorités, et donc peu sûr.
Odette Blanchet agit à nouveau. Elle « kidnappe » les enfants et les conduit en lieu sûr à Tours, leur sauvant la vie. Elle reste avec eux dans leur cachette, en dépit des risques énormes qu'elle court, jusqu'en janvier 1943.
Elle part alors chercher Louise Moscovici et la ramène à Tours auprès de ses enfants. Pendant les derniers mois de l'Occupation, Odette Blanchet vit avec les trois Moscovici chez son oncle et sa tante au village de Morannes. Jean Meunier leur fournit des faux papiers et des cartes d'alimentation. La famille rentre à Vernoil-le-Fourrier en mars 1945.

##### La famille Schwartz
Anna Schwartz et son mari Joseph Schwartz sont déportés par le Convoi No. 32 en date du 14 septembre 1942, du camp de Drancy vers le camp d'Auschwitz.
Michel Schwartz est déporté par le Convoi No. 48 en date du 3 février 1943, du camp de Drancy vers Auschwitz.

### Après la Guerre

#### Pédiatre
Jean-Claude Moscovici est pédiatre à Paris de 1972 à 2012.

#### Odette Berghoffen
En 1994, Odette Blanchet devenue Odette Berghoffen est nommée Juste parmi les nations par Yad Vashem à Jérusalem en Israël.

#### Jean Meunier
Jean Meunier est nommé en 1994 Juste parmi les nations par Yad Vashem à Jérusalem en Israël.

## Œuvres
- Voyage à Pitchipoï, L'École des loisirs, 1995  (ISBN 2211223095)[12]